# Luis Prúnes Rissetti
Luis Prúnes Rissetti (Chillán, 2 de noviembre de 1883-Santiago, 1970) fue un médico cirujano, profesor y político chileno de ascendencia italiana, miembro del Partido Liberal (PL). Se desempeñó como ministro de Salubridad, Previsión y Asistencia Social de su país, durante el segundo gobierno del presidente Arturo Alessandri entre septiembre y diciembre de 1938.

## Familia y estudios
Nació en la comuna chilena de Chillán el 2 de noviembre de 1883, hijo de Francisco Prúnes y Adela Rissetti Contreras. Realizó sus estudios primarios en el Colegio de los Padres Escolapios de Concepción y los secundarios en el Liceo de Chillán. Continuó los superiores en la Escuela de Medicina de la Universidad de Chile, titulándose en 1908, con la tesis Sífilis terciaria maligna y precoz. Luego, se especializó en dermatología y sifilografía.
Se casó con la descendiente alemana María Inés Gabler Metzdorff, con quien tuvo tres hijos: Lucía, Luis —realizó estudios de economía y comercio en la Pontificia Universidad Católica de Chile (PUC) y de derecho en la Universidad de Chile; más adelante, fue director de la Sociedad de Inversiones PRU-UA-VD., S. A., dedicada a inversiones y comercio de importación y exportación. También, fue representante en Chile de varias firmas extranjeras, y se dedicó a practicar algunos deportes, entre ellos tenis y natación, donde obtuvo diversos premios; fue socio del Club Deportivo de la Universidad de Chile— y Jorge.

## Carrera profesional
Antes de titularse, entre 1903 y 1907, se desempeñó como médico interno en el Hospital San Vicente de Paul, de Santiago. Paralelamente, en 1905, actuó como médico del lazareto de Playa Ancha, siendo encargado en epidemias de viruela. Tras obtener su titulación, comenzó a desempeñar su profesión en Santiago, como médico residente del Hospital San José y del Hospital San Vicente de Paul, ejerciendo labores en esos recintos hasta 1910. Más adelante, fue médico jefe de Sección del Hospital San Luis por dos periodos consecutivos.
Entre 1931 y 1932, fue miembro de la Junta de Vecinos, período correspondiente al gobierno del presidente radical Juan Esteban Montero. Dada su estrecha cercanía con el sector médico, fue miembro de la Asociación Dermatológica de Argentina, de la Sociedad Médica de Chile y de la Sociedad de Dermatología y Venereología de Chile, presidiendo estas dos últimas instituciones.
Por otra parte, fue ayudante de cátedra en dermatología y sífilis del profesor Puyó Medina, así como también, ocupó el puesto de jefe de la Clínica y Policlínica, impartiendo esas materias. Luego de presentar la tesis La prostitución, el neoabolicionismo ante el nuevo Código Sanitario de Chile, fue nombrado como profesor extraordinario de la Escuela de Medicina de la Universidad de Chile, dictando las materias de dermatología y sifilografía.
En 1948, viajó a Isla de Pascua con el objetivo de estudiar la lepra, examinando a casi toda la población de ese territorio, y teniendo como resultado a 21 pacientes portadores de la enfermedad.

## Carrera política
En el ámbito político, siendo parte de las filas del Partido Liberal (PL), en 1933, durante el segundo gobierno del presidente y correligionario Arturo Alessandri, fue designado como consejero de la Caja del Seguro Obrero. Posteriormente, el 15 de septiembre de 1938, fue nombrado por dicho mandatario como titular del Ministerio de Salubridad, Previsión y Asistencia Social, función que ejerció hasta el final de la administración el 24 de diciembre de ese año.
Más adelante, en el marco del gobierno del presidente radical Gabriel González Videla, en 1950, representó a Chile ante el Congreso Iberolatino de Dermatología y Sifilografía (CILAD), realizado en Río de Janeiro (Brasil). En ese país, fue socio honorario de la Sociedad Brasileña de Dermatología y Sifilografía.
Falleció en Santiago de Chile en 1970.